# 切阿拉赫山 (阿桑加羅省)
14°27′51″S 70°08′47″W / 14.46417°S 70.14639°W
切阿拉赫山（Ch'iyar Jaqhi），是秘魯的山峰，位於該國東南部普諾大區，由波托尼區和聖安通區負責管轄，屬於安地斯山脈的一部分，海拔高度4,600米。